# Список медалістів Олімпійських ігор з бобслею
Бобслей — вид спорту, що представлений на зимових Олімпійських іграх. Змагання в цьому виді програми проводили на кожній олімпіаді, починаючи з першої 1924 року, за винятком 1960-го. 1924 року змагались четвірки, 1928 року екіпаж збільшили до п'яти осіб, а потім повернули четвірки. Двійки серед чоловіків ввели 1932 року в Лейк-Плесіді, а двійки серед жінок - 2002 року в Солт-Лейк-Сіті.

## Четвірки (чоловіки)
Числом у дужках позначено бобслеїстів, які в цій дисципліні вже не вперше вибороли золоту нагороду. Жирним чослом позначено рекордну кількість перемог у певній дисиципліні.
| Ігри                      | Золото                                                                                   | Срібло                                                                                            | Бронза                                                                                   |
| ------------------------- | ---------------------------------------------------------------------------------------- | ------------------------------------------------------------------------------------------------- | ---------------------------------------------------------------------------------------- |
| Шамоні 1924               | Швейцарія (SUI) Едуард Шеррер Альфред Неве Альфред Шлаппі Гайнріх Шлаппі                 | Велика Британія (GBR) Ралф Брум Томас Арнолд Александер Річардсон Родні Соер                      | Бельгія (BEL) Шарль Мулдер Рене Мортіо Пауль ван ден Брук Віктор Версхюрен Генрі Віллемс |
| Санкт-Моріц 1928          | США (USA) Вільям Фіске Найон Токер Джеффрі Мейсон Кліффорд Ґрей Річард Парк              | США (USA) Дженнісон Гітон Девід Ґрейнджер Лаймен Гайн Томас Доу Джей О'Браєн                      | Німеччина (GER) Ганс Кіліан Ганс Гес Себастьян Губер Валентін Кремпль Ганс Неґль         |
| Лейк-Плесід 1932          | США (USA) Вільям Фіске (2) Едді Іган Кліффорд Ґрей (2) Джей О'Браєн                      | США (USA) Генрі Гомбурґер Персі Браянт Френсіс Стівенс Едмунд Гортон                              | Німеччина (GER) Ганс Мельгорн Макс Людвіґ Ганс Кіліан Себастьян Губер                    |
| Гарміш- Партенкірхен 1936 | Швейцарія (SUI) П'єр Мюзі Арнольд Ґартман Шарль Був'є Йозеф Берлі                        | Швейцарія (SUI) Рето Кападрутт Ганс Айхеле Фріц Феєрабенд Ганс Бютікофер                          | Велика Британія (GBR) Фредерік Макевой Джеймс Кардно Ґай Даґдейл Чарлз Ґрін              |
| Санкт-Моріц 1948          | США (USA) Френсіс Тайлер Патрік Мартін Едвард Рімкус Вільям Д'Аміко                      | Бельгія (BEL) Макс Убен Фредді Мансвелд Луї-Жорж Ніль Жак Муве                                    | США (USA) Джеймс Бікфорд Томас Гікс Доналд Дюпрі Вільям Дюпрі                            |
| Осло 1952                 | Німеччина (GER) Андреас Остлер Фрідріх Кун Лоренц Ніберль Франц Кемзер                   | США (USA) Стенлі Бенем Патрік Мартін Говард Кроссетт Джеймс Аткінсон                              | Швейцарія (SUI) Фріц Феєрабенд Альберт Мадерін Андре Філіппіні Стефан Вазер              |
| Кортіна-д'Ампеццо 1956    | Швейцарія (SUI) Франц Капус Ґотфрід Дінер Роберт Аль Гайнріх Анґст                       | Італія (ITA) Еудженіо Монті Ульріко Джирарді Ренцо Альвера Ренато Мочелліні                       | США (USA) Артур Тайлер Вільям Додж Чарлз Батлер Джеймс Лемі                              |
| Скво-Веллі 1960           | на Іграх відсутній цей вид програми                                                      | на Іграх відсутній цей вид програми                                                               | на Іграх відсутній цей вид програми                                                      |
| Інсбрук 1964              | Канада (CAN) Віктор Емері Пітер Кербі Douglas Anakin Джон Емері                          | Австрія (AUT) Ервін Талер Адольф Кокседер Йозеф Найрц Райнгольд Дурнталер                         | Італія (ITA) Еудженіо Монті Серджо Сьорпаес Беніто Рігоні Джильдо Сьорпаес               |
| Гренобль 1968             | Італія (ITA) Еудженіо Монті Лучано де Паоліс Роберто Дзандонелла Маріо Армано            | Австрія (AUT) Ервін Талер Райнгольд Дурнталер Герберт Грубер Йозеф Едер                           | Швейцарія (SUI) Жан Вікі Ганс Кандріан Віллі Гоффман Вальтер Ґраф                        |
| Саппоро 1972              | Швейцарія (SUI) Жан Вікі Еді Губахер Ганс Лойтенеґґер Вернер Карміхель                   | Італія (ITA) Невіо де Дзордо Джанні Бонікон Адріано Фрассінеллі Коррадо даль Фаббро               | ФРН (FRG) Вольфґанґ Ціммерер Петер Уцшнайдер Штефан Ґайсрайтер Вальтер Штайнбауер        |
| Інсбрук 1976              | НДР (GDR) Майнгард Немер Йохен Бабок Бернгард Ґермесгаузен Бернгард Леман                | Швейцарія (SUI) Еріх Шерер Ульріх Бехлі Рудольф Марті Йозеф Бенц                                  | ФРН (FRG) Вольфґанґ Ціммерер Петер Уцшнайдер Бодо Бітнер Манфред Шуман                   |
| Лейк-Плесід 1980          | НДР (GDR) Майнгард Немер (2) Богдан Мусьол Бернгард Ґермесгаузен (2) Ганс-Юрґен Ґергардт | Швейцарія (SUI) Еріх Шерер Ульріх Бехлі Рудольф Марті Йозеф Бенц                                  | НДР (GDR) Горст Шенау Роланд Веціґ Детлеф Ріхтер Андреас Кірхнер                         |
| Сараєво 1984              | НДР (GDR) Вольфґанґ Гоппе Роланд Веціґ Дітмар Шауергаммер Андреас Кірхнер                | НДР (GDR) Бернгард Леман Богдан Мусьол Інґо Фоґе Ебергард Вайзе                                   | Швейцарія (SUI) Сільвіо Джобелліна Гайнц Штетлер Урс Зальцман Ріко Фраєрмут              |
| Калгарі 1988              | Швейцарія (SUI) Еккегард Фасер Курт Маєр Марсель Феслер Вернер Штокер                    | НДР (GDR) Вольфґанґ Гоппе Дітмар Шауергаммер Богдан Мусьол Інґо Фоґе                              | СРСР (URS) Яніс Кіпурс Гунтіс Осіс Юріс Тоне Володимир Козлов                            |
| Альбервіль 1992           | Австрія (AUT) Інго Аппельт Гаральд Вінклер Гергард Гайдахер Томас Шролль                 | Німеччина (GER) Вольфґанґ Гоппе Богдан Мусьол Аксель Кюн Рене Ганнеман                            | Швейцарія (SUI) Ґустав Ведер Донат Аклін Лоренц Шиндельгольц Курдін Морель               |
| Ліллегаммер 1994          | Німеччина (GER) Гаральд Чудай Карстен Браннаш Олаф Гампель Александер Шеліґ              | Швейцарія (SUI) Ґустав Ведер Донат Аклін Курт Маєр Доменіко Семераро                              | Німеччина (GER) Вольфґанґ Гоппе Ульф Гільшер Рене Ганнеман Карстен Ембах                 |
| Наґано 1998               | Німеччина (GER) Крістоф Ланґен Маркус Ціммерман Марко Якобс Олаф Гампель (2)             | Швейцарія (SUI) Марсель Ренер Маркус Нюсслі Маркус Вассер Беат Зайц                               | Франція (FRA) Брюно Мінжон Еммануель Осташ Ерік Ле Шаноні Макс Робер                     |
| Наґано 1998               | Німеччина (GER) Крістоф Ланґен Маркус Ціммерман Марко Якобс Олаф Гампель (2)             | Швейцарія (SUI) Марсель Ренер Маркус Нюсслі Маркус Вассер Беат Зайц                               | Велика Британія (GBR) Шон Олссон Дін Ворд Кортні Рамболт Пол Еттвуд                      |
| Солт-Лейк-Сіті 2002       | Німеччина (GER) Андре Ланге Енріко Кюн Кевін Куске Карстен Ембах                         | США (USA) Тодд Гейс Ренді Джонс Білл Шуффенгауер Ґарретт Гайнс                                    | США (USA) Браян Шаймер Майк Кон Даґ Шарп Ден Стіл                                        |
| Турин 2006                | Німеччина (GER) Андре Ланге (2) Рене Гоппе Кевін Куске (2) Мартін Путце                  | Росія (RUS) Зубков Олександр Юрійович Філіпп Єгоров Олексій Селівьорстов Воєвода Олексій Іванович | Швейцарія (SUI) Мартін Аннен Томас Лампартер Беат Гефті Седрік Ґранд                     |
| Ванкувер 2010             | США (USA) Стівен Голкомб Стів Меслер Кертіс Томасевич Джастін Олсен                      | Німеччина (GER) Андре Ланге Кевін Куске Александер Редігер Мартін Путце                           | Канада (CAN) Ліндон Раш Девід Біссетт Лассель Браун Кріс ле Біган                        |
| Сочі 2014                 | Латвія (LAT) Оскарс Мелбардіс Арвіс Вілкасте Даумантс Дрейшкенс Яніс Стренга             | США (USA) Стівен Голкомб Стівен Ленгтон Кертіс Томасевич Крістофер Фогт                           | Велика Британія (GBR) Джон Джеймс Джексон Брюс Таскер Стюарт Бенсон Джоел Фірон          |
| Пхьончхан 2018            | Німеччина (GER) Франческо Фрідріх Канді Бауер Мартін Гроткопп Торстен Маргіс             | Німеччина (GER) Ніко Вальтер Кевін Куске Александер Редігер Ерік Франке                           | Не вручали                                                                               |
| Пхьончхан 2018            | Німеччина (GER) Франческо Фрідріх Канді Бауер Мартін Гроткопп Торстен Маргіс             | Південна Корея (KOR) Вон Юн Чжон Чон Джон Лін Со Йон Ву Кім Дон Хьон                              | Не вручали                                                                               |
| Пекін 2022                |                                                                                          |                                                                                                   |                                                                                          |

- Медалі:

| Місце   | Країна          | Золото | Срібло | Бронза | Загалом |
| ------- | --------------- | ------ | ------ | ------ | ------- |
| 1       | Німеччина       | 6      | 3      | 3      | 12      |
| 2       | Швейцарія       | 5      | 5      | 5      | 15      |
| 3       | США             | 4      | 5      | 3      | 12      |
| 4       | НДР             | 3      | 2      | 1      | 6       |
| 5       | Італія          | 1      | 2      | 1      | 4       |
| 6       | Австрія         | 1      | 2      | 0      | 3       |
| 7       | Канада          | 1      | 0      | 1      | 2       |
| 8       | Латвія          | 1      | 0      | 0      | 1       |
| 9       | Велика Британія | 0      | 1      | 3      | 4       |
| 10      | Бельгія         | 0      | 1      | 1      | 2       |
| 11      | Росія           | 0      | 1      | 0      | 1       |
| 11      | Південна Корея  | 0      | 1      | 0      | 1       |
| 13      | ФРН             | 0      | 0      | 2      | 2       |
| 14      | Франція         | 0      | 0      | 1      | 1       |
| 14      | СРСР            | 0      | 0      | 1      | 1       |
| Загалом | Загалом         | 22     | 23     | 22     | 67      |

## Двійки (чоловіки)
Числом у дужках позначено бобслеїстів, які в цій дисципліні вже не вперше вибороли золоту нагороду. Жирним чослом позначено рекордну кількість перемог у певній дисиципліні.
| Ігри                      | Золото                                             | Срібло                                                | Бронза                                             |
| ------------------------- | -------------------------------------------------- | ----------------------------------------------------- | -------------------------------------------------- |
| Лейк-Плесід 1932          | США (USA) Губерт Стівенс і Кертіс Стівенс          | Швейцарія (SUI) Рето Кападрутт і Оскар Ґаєр           | США (USA) Джон Гітон і Роберт Мінтон               |
| Гарміш- Партенкірхен 1936 | США (USA) Айвен Браун і Алан Вошбонд               | Швейцарія (SUI) Фріц Феєрабенд і Йозеф Берлі          | США (USA) Джилберт Колґейт і Річард Лоуренс        |
| Санкт-Моріц 1948          | Швейцарія (SUI) Фелікс Ендріх і Фрідріх Валлер     | Швейцарія (SUI) Фріц Феєрабенд і Пауль Ебергард       | США (USA) Фредерік Форчун і Скайлер Керрон         |
| Осло 1952                 | Німеччина (GER) Андреас Остлер і Лоренц Ніберль    | США (USA) Стенлі Бенем і Патрік Мартін                | Швейцарія (SUI) Фріц Феєрабенд і Стефан Вазер      |
| Кортіна-д'Ампеццо 1956    | Італія (ITA) Ламберто Далла Коста і Джакомо Конті  | Італія (ITA) Еудженіо Монті і Ренцо Альвера           | Швейцарія (SUI) Макс Анґст і Гаррі Ворбертон       |
| Скво-Веллі 1960           | на Іграх відсутній цей вид програми                | на Іграх відсутній цей вид програми                   | на Іграх відсутній цей вид програми                |
| Інсбрук 1964              | Велика Британія (GBR) Ентоні Неш і Робін Діксон    | Італія (ITA) Серджо Дзардіні і Романо Бонагура        | Італія (ITA) Еудженіо Монті і Серджо Сьорпаес      |
| Гренобль 1968             | Італія (ITA) Еудженіо Монті і Лучано де Паоліс     | ФРН (FRG) Горст Флот і Пепі Бадер                     | Румунія (ROU) Йон Панцуру і Ніколае Нягоє          |
| Саппоро 1972              | ФРН (FRG) Вольфґанґ Ціммерер і Петер Уцшнайдер     | ФРН (FRG) Горст Флот і Пепі Бадер                     | Швейцарія (SUI) Жан Вікі і Еді Губахер             |
| Інсбрук 1976              | НДР (GDR) Майнгард Немер і Бернгард Ґермесгаузен   | ФРН (FRG) Вольфґанґ Ціммерер і Манфред Шуман          | Швейцарія (SUI) Еріх Шерер і Йозеф Бенц            |
| Лейк-Плесід 1980          | Швейцарія (SUI) Еріх Шерер і Йозеф Бенц            | НДР (GDR) Бернгард Ґермесгаузен і Ганс-Юрґен Ґергардт | НДР (GDR) Майнгард Немер і Богдан Мусьол           |
| Сараєво 1984              | НДР (GDR) Вольфґанґ Гоппе і Дітмар Шауергаммер     | НДР (GDR) Бернгард Леман і Богдан Мусьол              | СРСР (URS) Зінтіс Екманіс і Володимир Александров  |
| Калгарі 1988              | СРСР (URS) Яніс Кіпурс і Володимир Козлов          | НДР (GDR) Вольфґанґ Гоппе і Богдан Мусьол             | НДР (GDR) Бернгард Леман і Маріо Гоєр              |
| Альбервіль 1992           | Швейцарія (SUI) Ґустав Ведер і Донат Аклін         | Німеччина (GER) Рудольф Лохнер і Маркус Ціммерман     | Німеччина (GER) Крістоф Ланґен і Ґюнтер Еґер       |
| Ліллегаммер 1994          | Швейцарія (SUI) Ґустав Ведер і Донат Аклін         | Швейцарія (SUI) Рето Ґечі і Гвідо Аклін               | Італія (ITA) Ґюнтер Губер і Стефано Тіччі          |
| Наґано 1998               | Канада (CAN) П'єр Людерс і Девід Макікерн          | Не вручали                                            | Німеччина (GER) Крістоф Ланґен і Маркус Ціммерман  |
| Наґано 1998               | Італія (ITA) Ґюнтер Губер і Антоніо Тарталья       | Не вручали                                            | Німеччина (GER) Крістоф Ланґен і Маркус Ціммерман  |
| Солт-Лейк-Сіті 2002       | Німеччина (GER) Крістоф Ланґен і Маркус Ціммерман  | Швейцарія (SUI) Крістіан Райх і Стів Андергуб         | Швейцарія (SUI) Мартін Аннен і Беат Гефті          |
| Турин 2006                | Німеччина (GER) Андре Ланге і Кевін Куске          | Канада (CAN) П'єр Людерс і Лассель Браун              | Швейцарія (SUI) Мартін Аннен і Беат Гефті          |
| Ванкувер 2010             | Німеччина (GER) Андре Ланге і Кевін Куске          | Німеччина (GER) Томас Флоршюц і Ріхард Адьєй          | Росія (RUS) Олександр Зубков і Олексій Воєвода     |
| Сочі 2014                 | Швейцарія (SUI) Беат Гефті і Алекс Бауманн         | США (USA) Стівен Голкомб і Стівен Ленгтон             | Латвія (LAT) Оскарс Мелбардіс і Даумантс Дрейшкенс |
| Пхьончхан 2018            | Канада (CAN) Джастін Кріппс і Александер Копач     | Не вручали                                            | Латвія (LAT) Оскарс Мелбардіс і Яніс Стренга       |
| Пхьончхан 2018            | Німеччина (GER) Франческо Фрідріх і Торстен Маргіс | Не вручали                                            | Латвія (LAT) Оскарс Мелбардіс і Яніс Стренга       |
| Пекін 2022                |                                                    |                                                       |                                                    |

- Медалі:

| Місце   | Країна          | Золото | Срібло | Бронза | Загалом |
| ------- | --------------- | ------ | ------ | ------ | ------- |
| 1       | Швейцарія       | 5      | 5      | 6      | 16      |
| 2       | Німеччина       | 5      | 2      | 2      | 9       |
| 3       | Італія          | 3      | 2      | 2      | 7       |
| 4       | НДР             | 2      | 3      | 2      | 7       |
| 5       | США             | 2      | 2      | 3      | 7       |
| 6       | Канада          | 2      | 1      | 0      | 3       |
| 7       | ФРН             | 1      | 3      | 0      | 4       |
| 8       | СРСР            | 1      | 0      | 1      | 2       |
| 9       | Велика Британія | 1      | 0      | 0      | 1       |
| 10      | Латвія          | 0      | 0      | 2      | 2       |
| 11      | Румунія         | 0      | 0      | 1      | 1       |
| 11      | Росія           | 0      | 0      | 1      | 1       |
| Загалом | Загалом         | 22     | 18     | 20     | 60      |

## Двійки (жінки)
Числом у дужках позначено бобслеїсток, які в цій дисципліні вже не вперше вибороли золоту нагороду. Жирним чослом позначено рекордну кількість перемог у певній дисиципліні.
| Ігри                | Золото                                              | Срібло                                            | Бронза                                               |
| ------------------- | --------------------------------------------------- | ------------------------------------------------- | ---------------------------------------------------- |
| Солт-Лейк-Сіті 2002 | США (USA) Джилл Баккен і Вонетта Флауерс            | Німеччина (GER) Сандра Прокофф і Ульріке Гольцнер | Німеччина (GER) Зузі Ердман і Ніколь Гершман         |
| Турин 2006          | Німеччина (GER) Сандра Кіріасіс і Аня Шнайдергайнце | США (USA) Шона Робок і Валері Флемінг             | Італія (ITA) Герда Вайссенштайнер і Дженніфер Ізакко |
| Ванкувер 2010       | Канада (CAN) Кейлі Гамфріс і Гезер Мойс             | Канада (CAN) Гелен Аппертон і Шеллі-Енн Браун     | США (USA) Ерін Пек і Елана Меєрс                     |
| Сочі 2014           | Канада (CAN) Кейлі Гамфріс і Гезер Мойс             | США (USA) Елана Меєрс і Лорін Вільямс             | США (USA) Джеймі Гребел і Ейджа Еванс                |
| Пхьончхан 2018      | Німеччина (GER) Маріама Яманка і Ліза Буквіц        | США (USA) Елана Меєрс-Тейлор і Лорен Гіббс        | Канада (CAN) Кейлі Гамфріс і Філісія Джордж          |
| Пекін 2022          |                                                     |                                                   |                                                      |

- Медалі:

| Місце   | Країна    | Золото | Срібло | Бронза | Загалом |
| ------- | --------- | ------ | ------ | ------ | ------- |
| 1       | Канада    | 2      | 1      | 1      | 4       |
| 1       | Німеччина | 2      | 1      | 1      | 4       |
| 3       | США       | 1      | 3      | 2      | 6       |
| 4       | Італія    | 0      | 0      | 1      | 1       |
| Загалом | Загалом   | 5      | 5      | 5      | 15      |

## Монобоб (жінки)
| Ігри       | Золото | Срібло | Бронза |
| ---------- | ------ | ------ | ------ |
| Пекін 2022 |        |        |        |

## Статистика

### Таблиця медалей
| Місце                | Країна               | Золото | Срібло | Бронза | Загалом |
| -------------------- | -------------------- | ------ | ------ | ------ | ------- |
| 1                    | Німеччина            | 13     | 6      | 6      | 25      |
| 2                    | Швейцарія            | 10     | 10     | 11     | 31      |
| 3                    | США                  | 7      | 10     | 8      | 25      |
| 4                    | НДР                  | 5      | 5      | 3      | 13      |
| 5                    | Канада               | 5      | 2      | 2      | 9       |
| 6                    | Італія               | 4      | 4      | 4      | 12      |
| 7                    | ФРН                  | 1      | 3      | 2      | 6       |
| 8                    | Австрія              | 1      | 2      | 0      | 3       |
| 9                    | Велика Британія      | 1      | 1      | 3      | 5       |
| 10                   | СРСР                 | 1      | 0      | 2      | 3       |
| 10                   | Латвія               | 1      | 0      | 2      | 3       |
| 12                   | Бельгія              | 0      | 1      | 1      | 2       |
| 12                   | Росія                | 0      | 1      | 1      | 2       |
| 14                   | Південна Корея       | 0      | 1      | 0      | 1       |
| 15                   | Румунія              | 0      | 0      | 1      | 1       |
| 15                   | Франція              | 0      | 0      | 1      | 1       |
| Загалом (16 збірних) | Загалом (16 збірних) | 49     | 46     | 47     | 142     |

### Володарі найбільшої кількості нагород
Чоловіки
| Бобслеїст             | Країна                    | Олімпійські ігри *   | Статус ** | Золото | Срібло | Бронза | Загалом |
| --------------------- | ------------------------- | -------------------- | --------- | ------ | ------ | ------ | ------- |
| Богдан Мусьол         | НДР (GDR) Німеччина (GER) | 1980–1994            | B         | 1      | 5      | 1      | 7       |
| Кевін Куске           | Німеччина (GER)           | 2002–2018            | B         | 4      | 2      | 0      | 6       |
| Вольфґанґ Гоппе       | НДР (GDR) Німеччина (GER) | 1984–1994            | P         | 2      | 3      | 1      | 6       |
| Еудженіо Монті        | Італія (ITA)              | 1956, 1964–1968      | P         | 2      | 2      | 2      | 6       |
| Андре Ланге           | Німеччина (GER)           | 2002–2010            | P         | 4      | 1      | 0      | 5       |
| Фріц Феєрабенд        | Швейцарія (SUI)           | 1936, 1948–1952      | B/P       | 0      | 3      | 2      | 5       |
| Бернгард Ґермесгаузен | НДР (GDR)                 | 1976–1980            | B/P       | 3      | 1      | 0      | 4       |
| Майнгард Немер        | НДР (GDR)                 | 1976–1980            | P         | 3      | 0      | 1      | 4       |
| Донат Аклін           | Швейцарія (SUI)           | 1988–1994            | B         | 2      | 1      | 1      | 4       |
| Ґустав Ведер          | Швейцарія (SUI)           | 1988–1994            | P         | 2      | 1      | 1      | 4       |
| Маркус Ціммерман      | Німеччина (GER)           | 1992–2002            | B         | 2      | 1      | 1      | 4       |
| Крістоф Ланґен        | ФРН (FRG) Німеччина (GER) | 1988–1992, 1998–2002 | B/P       | 2      | 0      | 2      | 4       |
| Йозеф Бенц            | Швейцарія (SUI)           | 1976–1980            | B         | 1      | 2      | 1      | 4       |
| Бернгард Леман        | НДР (GDR)                 | 1976, 1984–1988      | B/P       | 1      | 2      | 1      | 4       |
| Еріх Шерер            | Швейцарія (SUI)           | 1976–1980            | P         | 1      | 2      | 1      | 4       |
| Вольфґанґ Ціммерер    | ФРН (FRG)                 | 1968–1976            | P         | 1      | 1      | 2      | 4       |
| Беат Гефті            | Швейцарія (SUI)           | 2002–2014            | B/P       | 1      | 0      | 3      | 4       |

Жінки
| Бобслеїстка    | Країна          | Олімпійські ігри * | Статус ** | Золото | Срібло | Бронза | Загалом |
| -------------- | --------------- | ------------------ | --------- | ------ | ------ | ------ | ------- |
| Кейлі Гамфріс  | Канада (CAN)    | 2010–2018          | P         | 2      | 0      | 1      | 3       |
| Елана Меєрс    | США (USA)       | 2010–2018          | B/P       | 0      | 2      | 1      | 3       |
| Гезер Мойс     | Канада (CAN)    | 2006–2018          | B         | 2      | 0      | 0      | 2       |
| Сандра Прокофф | Німеччина (GER) | 2002–2014          | P         | 1      | 1      | 0      | 2       |

* позначено всі олімпіади, в яких цей бобслеїст взяв участь. Жирним позначено останню Олімпіаду. 

** Статус: B - взяв участь в Олімпіаді як гальмівний, P - взяв участь в Олімпіаді як пілот, B/P - взяв участь в Олімпіаді і як гальмівний, і як пілот.

### Найуспішні бобслеїсти
10 найуспішніших бобслеїстів (за кількістю перемог) на зимових Олімпійських іграх. Жирним позначено бобслеїстів, які й далі виступають, а також володарів найбільшої кількості нагород.

#### Чоловіки
| Місце | Бобслеїст             | Країна        | Від * | До * | Золото | Срібло | Бронза | Загалом | Статус ** |
| ----- | --------------------- | ------------- | ----- | ---- | ------ | ------ | ------ | ------- | --------- |
| 1     | Кевін Куске           | Німеччина     | 2002  | 2018 | 4      | 2      | -      | 6       | B         |
| 2     | Андре Ланге           | Німеччина     | 2002  | 2010 | 4      | 1      | -      | 5       | P         |
| 3     | Бернгард Ґермесгаузен | НДР           | 1976  | 1980 | 3      | 1      | -      | 4       | B/P       |
| 4     | Майнгард Немер        | НДР           | 1976  | 1980 | 3      | -      | 1      | 4       | P         |
| 5     | Вольфґанґ Гоппе       | НДР Німеччина | 1984  | 1994 | 2      | 3      | 1      | 6       | P         |
| 6     | Еудженіо Монті        | Італія        | 1956  | 1968 | 2      | 2      | 2      | 6       | P         |
| 7     | Донат Аклін           | Швейцарія     | 1992  | 1994 | 2      | 1      | 1      | 4       | B         |
| 7     | Ґустав Ведер          | Швейцарія     | 1992  | 1994 | 2      | 1      | 1      | 4       | P         |
| 7     | Маркус Ціммерман      | Німеччина     | 1992  | 2002 | 2      | 1      | 1      | 4       | B         |
| 10    | Дітмар Шауергаммер    | НДР           | 1984  | 1988 | 2      | 1      | -      | 3       | B         |

#### Жінки
| Місце | Бобслеїстка               | Країна    | Від * | До * | Золото | Срібло | Бронза | Загалом | Статус ** |
| ----- | ------------------------- | --------- | ----- | ---- | ------ | ------ | ------ | ------- | --------- |
| 1     | Кейлі Гамфріс             | Канада    | 2010  | 2018 | 2      | -      | 1      | 3       | P         |
| 2     | Гезер Мойс                | Канада    | 2010  | 2014 | 2      | -      | -      | 2       | B         |
| 3     | Сандра Кіріасіс (Прокофф) | Німеччина | 2002  | 2006 | 1      | 1      | -      | 2       | P         |
| 4     | Джилл Баккен              | США       | 2002  | 2002 | 1      | -      | -      | 1       | P         |
| 4     | Ліза Буквіц               | Німеччина | 2018  | 2018 | 1      | -      | -      | 1       | B         |
| 4     | Вонетта Флауерс           | США       | 2002  | 2002 | 1      | -      | -      | 1       | B         |
| 4     | Маріама Яманка            | Німеччина | 2018  | 2018 | 1      | -      | -      | 1       | P         |
| 4     | Аня Шнайдергайнце         | Німеччина | 2006  | 2006 | 1      | -      | -      | 1       | B         |
| 9     | Елана Меєрс Тейлор        | США       | 2010  | 2018 | -      | 2      | 1      | 3       | B/P       |
| 10    | Шеллі-Енн Браун           | Канада    | 2010  | 2010 | -      | 1      | -      | 1       | B         |
| 10    | Валері Флемінг            | США       | 2006  | 2006 | -      | 1      | -      | 1       | B         |
| 10    | Лорен Гіббс               | США       | 2018  | 2018 | -      | 1      | -      | 1       | B         |
| 10    | Ульріке Гольцнер          | Німеччина | 2002  | 2002 | -      | 1      | -      | 1       | B         |
| 10    | Шона Робок                | США       | 2006  | 2006 | -      | 1      | -      | 1       | P         |
| 10    | Гелен Аппертон            | Канада    | 2010  | 2010 | -      | 1      | -      | 1       | P         |
| 10    | Лорін Вільямс             | США       | 2014  | 2014 | -      | 1      | -      | 1       | B         |

* позначено тільки ті Олімпіади, в яких бобслеїстка здобула принаймні одну медаль 

** Статус: B - взяла участь в Олімпіаді як гальмівна, P - взяла участь в Олімпіаді як пілотка, B/P - взяла участь в Олімпіаді і як гальмівна, і як пілотка.

## Медалей за рік
| × | НОК не існував або його спортсмени не брали участі в змаганнях з бобслею | # | Кількість медалей, які здобув НОК | – | НОК не здобув жодної медалі |

- жирним позначено найбільшу кількість медалей на тих Олімпійських іграх.

| НОК                   | 24 | 28 | 32 | 36 | 48 | 52 | 56 | 60 | 64 | 68 | 72 | 76 | 80 | 84 | 88 | 92 | 94 | 98 | 02 | 06 | 10 | 14 | 18 | Загалом |
| --------------------- | -- | -- | -- | -- | -- | -- | -- | -- | -- | -- | -- | -- | -- | -- | -- | -- | -- | -- | -- | -- | -- | -- | -- | ------- |
| Австрія (AUT)         | ×  | –  | –  | –  | ×  | –  | –  | ×  | 1  | 1  | –  | –  | –  | –  | –  | 1  | –  | –  | –  | –  | –  | –  | –  | 3       |
| Бельгія (BEL)         | 1  | –  | –  | –  | 1  | –  | –  | ×  | –  | ×  | ×  | ×  | ×  | ×  | ×  | ×  | ×  | ×  | ×  | ×  | –  | –  | –  | 2       |
| Канада (CAN)          | ×  | ×  | ×  | ×  | ×  | ×  | ×  | ×  | 1  | –  | –  | –  | –  | –  | –  | –  | –  | 1  | –  | 1  | 3  | 1  | 2  | 9       |
| Франція (FRA)         | –  | –  | –  | –  | –  | –  | –  | ×  | ×  | –  | –  | –  | ×  | –  | ×  | –  | –  | 1  | –  | –  | ×  | –  | –  | 1       |
| НДР (GDR)             | ×  | ×  | ×  | ×  | ×  | ×  | ×  | ×  | ×  | ×  | ×  | 2  | 4  | 4  | 3  | ×  | ×  | ×  | ×  | ×  | ×  | ×  | ×  | 13      |
| ФРН (FRG)             | ×  | ×  | ×  | ×  | ×  | ×  | ×  | ×  | ×  | 1  | 3  | 2  | –  | –  | –  | ×  | ×  | ×  | ×  | ×  | ×  | ×  | ×  | 6       |
| Німеччина (GER)       | ×  | 1  | 1  | –  | ×  | 2  | ×  | ×  | ×  | ×  | ×  | ×  | ×  | ×  | ×  | 3  | 2  | 2  | 4  | 3  | 3  | –  | 4  | 25      |
| Велика Британія (GBR) | 1  | –  | ×  | 1  | –  | ×  | –  | ×  | 1  | –  | –  | –  | –  | –  | –  | –  | –  | 1  | –  | –  | –  | 1  | –  | 5       |
| Італія (ITA)          | –  | –  | –  | –  | –  | –  | 3  | ×  | 3  | 2  | 1  | –  | –  | –  | –  | –  | 1  | 1  | –  | 1  | –  | –  | –  | 12      |
| Латвія (LAT)          | ×  | ×  | ×  | ×  | ×  | ×  | ×  | ×  | ×  | ×  | ×  | ×  | ×  | ×  | ×  | –  | –  | –  | –  | –  | –  | 2  | 1  | 3       |
| Румунія (ROU)         | ×  | –  | –  | –  | ×  | ×  | –  | ×  | –  | 1  | –  | –  | –  | –  | –  | –  | –  | –  | –  | –  | –  | –  | –  | 1       |
| Росія (RUS)           | ×  | ×  | ×  | ×  | ×  | ×  | ×  | ×  | ×  | ×  | ×  | ×  | ×  | ×  | ×  | ×  | –  | –  | –  | 1  | 1  | –  | ×  | 2       |
| Південна Корея (KOR)  | ×  | ×  | ×  | ×  | ×  | ×  | ×  | ×  | ×  | ×  | ×  | ×  | ×  | ×  | ×  | ×  | ×  | ×  | ×  | ×  | –  | –  | 1  | 1       |
| СРСР (URS)            | ×  | ×  | ×  | ×  | ×  | ×  | ×  | ×  | ×  | ×  | ×  | ×  | ×  | 1  | 2  | ×  | ×  | ×  | ×  | ×  | ×  | ×  | ×  | 3       |
| Швейцарія (SUI)       | 1  | –  | 1  | 3  | 2  | 2  | 2  | ×  | –  | 1  | 2  | 2  | 2  | 1  | 1  | 2  | 3  | 1  | 2  | 2  | –  | 1  | –  | 31      |
| США (USA)             | ×  | 2  | 4  | 2  | 3  | 2  | 1  | ×  | –  | –  | –  | –  | –  | –  | –  | –  | –  | –  | 3  | 1  | 2  | 4  | 1  | 25      |